# Ramgarh (Odisha)
Ramgarh es una ciudad censal situada en el distrito de Cuttack en el estado de Odisha (India). Su población es de 4545habitantes (2011). Se encuentra a 16 km de Cuttack  y a 38 km de Bhubaneswar.

## Demografía
Según el censo de 2011 la población de Ramgarh era de 4545 habitantes, de los cuales 2283 eran hombres y 2262 eran mujeres. Ramgarh tiene una tasa media de alfabetización del 87,72%, superior a la media estatal del 72,87%: la alfabetización masculina es del 93,99%, y la alfabetización femenina del 81,45%.